# Rhamphostomella sollers
Rhamphostomella sollers är en mossdjursart som beskrevs av Ferdinand Canu och Ray Smith Bassler 1929. Rhamphostomella sollers ingår i släktet Rhamphostomella och familjen Romancheinidae. Inga underarter finns listade i Catalogue of Life.